# Yerada
Yerada (en árabe, جرادة; en bereber, ⵊⵔⴰⴷⴰ Jrada; en francés, Jerada) es un municipio marroquí situado a unos sesenta kilómetros al sur de Uchda; se desarrolló gracias a las minas de carbón y contaba con 43 506 habitantes en 2014.
Se originó como ciudad minera en 1927 a partir de inmigrantes de diferentes partes del país. La provincia a la que da nombre se creó en 1994 y se extiende por 8640 km². Comprende dos grandes núcleos urbanos, tres pueblos y dos círculos que contienen once aldeas rurales.
- Datos: Q2287316